# 江苏路 (合肥)
江苏路，安徽省合肥市的一条南北向次干道，得名自江苏省。道路北起锦绣大道南侧，与浙江路一同从北京路中分出，经扬子江路、南京路、万泉河路、福州路后止于紫云山公园北侧的紫云路。沿路有安徽省立医院滨湖院区等。